# 阮朝寶璽
阮朝寶璽是越南阮朝（1802-1945）的御璽（越南语：／，／），或在这一时期制作的印章（越南语：／、／或／）。
在其存在的143年間，阮朝政府共製造了100多枚寶璽。這些寶璽由玉、青銅、銀、金、象牙和隕石製成。寶璽通常使用小篆書寫的銘文，但到了阮朝後期，一些文字同時使用了繁體漢字和拉丁文。
据历史学家、顺化市古迹保护中心潘青海（Phan Thanh Hải）博士所说，阮朝末期顺化皇城共有93枚金玉玺，其中2枚是广南国时阮福淍（1691–1725）1709年制，12枚是阮福映制，15枚是明命帝制，10枚是绍治帝制，15枚是嗣德帝制，1枚是建福帝制，1枚是咸宜帝制，5枚是同庆帝制，10枚是成泰帝制，12枚是启定帝制，8枚是保大帝制。潘青海说，截至2016年，阮朝旧都顺化市已经没有御玺了，它们大都在1945年保大帝退位后移交给越南民主共和国，现大都藏于河内越南国家历史博物馆。
潘博士说，育德帝、协和帝、维新帝在位期间没有制过御玺。

## 概览

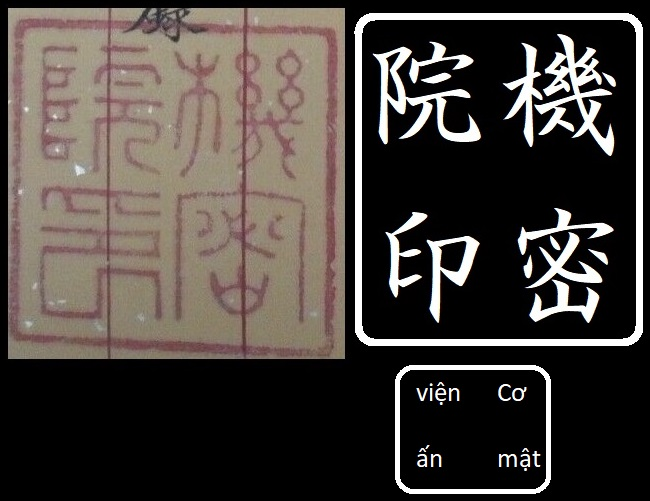
阮朝法属印度支那时期机密院印，右为楷书繁体字及越南语字母转写。政府机构和官员通常有自己的印章。

阮朝印章种类丰富，有严格的规则和法律来规范其操作、管理和使用。阮朝内阁于明命十三年（1822年）编篡的《钦定大南会典事例》中明确记载了印章的一般用法，即如何使用印章，如何放置印章，以及何种文件需要什么印章。
阮朝印章由印司-直處一对机构监管，六部每个部都设有一对，负责追踪本部印章、文件等。这对机构也负责收发政府机构的文件和记录，通常有几十名官员，接收当部文件。部名通常直接刻在印章上，如“吏印司吏直處”。
获得贵族头衔后，也会得到印章。例如，Léon Louis Sogny在保大十四年（1939年）获得“安平男爵”称号，他也得到了一枚金印和上有篆书“安平男之印”字样的金牌。

### 名称
阮朝各种印章依职能不同有各种名称，如寶、璽、印、章、印章、金寶璽、關防、圖記、鈐記、信記、印記、長記、記等。
阮朝印章形制相当统一，印章各个部分也有统一名称：
- -印章主体，即印身。[13]
- -印章上用于握持的部位，即印纽。有些印章没有印纽。[13]
- -印章主要内容（图画、符号或文字）所在的面，即印面。印面一般朝下。[13]
- -印章上面刻其他信息的地方，一般是上表面。平顶金字塔印指其平顶。[13]
- -印章在纸面上的印迹。[13]

## 广南国玺

大越國阮主永鎮之寶。

已知最早一枚广南国印见于“安南國天下統兵都元帥瑞國公”签署文件上的“鎮守將軍之印”。此印制于阮福源时期，用于与日本德川幕府交流的文件，也是阮朝少数失传了的印章之一（与“皇帝敕宝”并列），其存在的少量证据是在东京江户城日本档案馆保存的一份文件上发现的，其上有外路皇帝黎裕宗时期印章文样。
1709年，广南国主阮福淍下令制一枚金印，尺寸108×108×63mm，铭文为“大越國阮主永鎮之寶”。此印将阮福淍归为二等武官。虽然此时阮主名义上已经统治了广南国一个多世纪，但1709年之前还没有制过国玺。
印章左侧有“計八十金，六忽四两四錢三分”（即6,443两，約等於2,364g）字样，右侧有“永盛五年十二月初六日造”（1709年）字样。统治内路的广南名义上是外路黎中兴朝（后黎朝）的附庸，所以阮福淍采用黎裕宗的年号。印章底座背缘还有9个字：“吏部徒知戈慧書監造”。
作为臣服的另一个标志，印章的印纽是一只巨大的金色卫狮，是常见的佛教标识，而不是象征皇权的龙。卫狮眼睛突出，半张嘴露出两颗尖锐的獠牙，鬃毛卷曲，尾巴茂盛。雄狮爪子上的球被认为包含了它的生命精华。在一些人看来，这个球代表了文明对野蛮的胜利。对禅宗来说，它代表着不可超越的或完全的完美，完美的真理，对达摩佛法的充分了解。还有人认为这是“八宝”之一的“许愿珠”，象征纯洁。
阮福淍请求清朝康熙帝承认广南国的独立，但被拒绝了，因此一直在文件上使用黎朝赠的“总镇将官之印”，并采用黎朝年号。阮福淍时期，国君仍自称“主”，这一时期的广南国也被称为“阮主”，同时期郑主已自称为“王”。
1744年阮福濶称王，开始使用“國王之印”。
“大越國阮主永鎮之寶”在此起彼伏的战争中不断遗失并被找回。它被视为珍贵的传家宝，阮主家族被西山朝罢黜之后还保留着，直到1840年代都是阮朝的御玺。
1780年阮福映在西贡称王与西山朝作战时，用“大越國阮主永鎮之寶”、后黎朝年号景兴以显示对黎朝的忠诚。
阮福映在百多禄葬礼上所读悼词用了“大越國阮主永鎮之寶”，此文件现存于巴黎。

## 阮朝宝玺

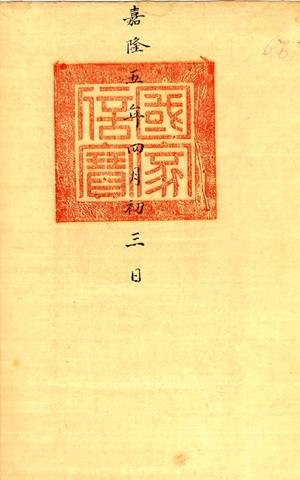
嘉隆五年一份文件上的“國家信寶”印。

### 御玺
1802年阮朝立国后，阮福映决定继续使用“大越國阮主永鎮之寶”。它被小心地保存在一个不会被人看见的盒子里。与其他御玺不同的是，它被保存在顺化皇城君主私人住所--中和宫里。御玺在新君登基前都不会上朝。
据历史学家黎文兰所说，阮朝皇帝与越南早期的君主类似，都把自己的印章作为自己和整个国家最高政府权力的象征。除用于政府管理的御玺外，还有刻有象征头衔的特殊印章，通常与“金册”配套，还有用于祭祖仪式的特殊印章，和评诗题画用的特殊印章。
因为阮朝皇帝大都重视政事，他们制作了大量印章，每一枚的功能都很具体，且大部分可以传给继任者。这些印章有时只代表皇帝个人，有时也代表整个朝廷。从皇帝们私下使用的印章内容可以看出，阮朝众多印章是用在不同场合下的。
嘉隆十五年（1816年）三月，嘉隆帝指示朝廷为自己和太子制作特殊的衣服、帽子和印章。五爪龙在中国传统文化中是皇帝的象征，四爪龙象征王者。为表示皇帝的崇高地位、彰显帝国的合法性，嘉隆帝要求所有衣服、帽子、印章上都要有五爪龙装饰，并下令制造以五爪龙为印纽的新国玺。嘉隆年间所制御玺铭文有：制誥之寶、國家信寶、命德之寶、封贈之寶、敕正萬民之寶、討罪安民之寶、治曆明時之寶、御前之寶等。
明命帝以不同材料新制许多印章，每枚都有不同用途。
新御玺偶尔也会用前朝的铭文。例如，“敕命之寶”御玺最早是蒙越战争期间陈朝陈煚制造的，战争初期在诏书或政令文件上盖章以示许可。陈朝“敕命之寶”御玺为木质，后来的“敕命之寶”御玺主要为银、金质。后黎朝、莫朝、黎中兴朝、西山朝期间，都制作了贵金属质“敕命之寶”御玺。明命帝时制阮朝“敕命之寶”御玺直到1945年都一直用于给政令文件盖章。此外，“取信天下文武權行”等其他阮主时期的印章也一直用到明命九年（1828年）。
直到明命三年（1822年），才出台了官方文件如何、何时、何地使用印章的规定。现代学者基于《钦定大南会典事例》《明命政要》等书，发现盖在文件上的第一枚章一般是“取信天下文武權行”“國家信寶”“文理密察”“御前之寶”。这些御玺都是金银质，都是国宝。金印常印在年号上，以表示皇权的至高和文件的官方性质。“文理密察”印用于不同版本、章节和书籍中，用来封存重要的文字、修正和修订。这种预防措施的作用是及时修正、补充信息，并避免非法杜撰。对于何时应用红或黑墨水盖章，也有不同的规定。

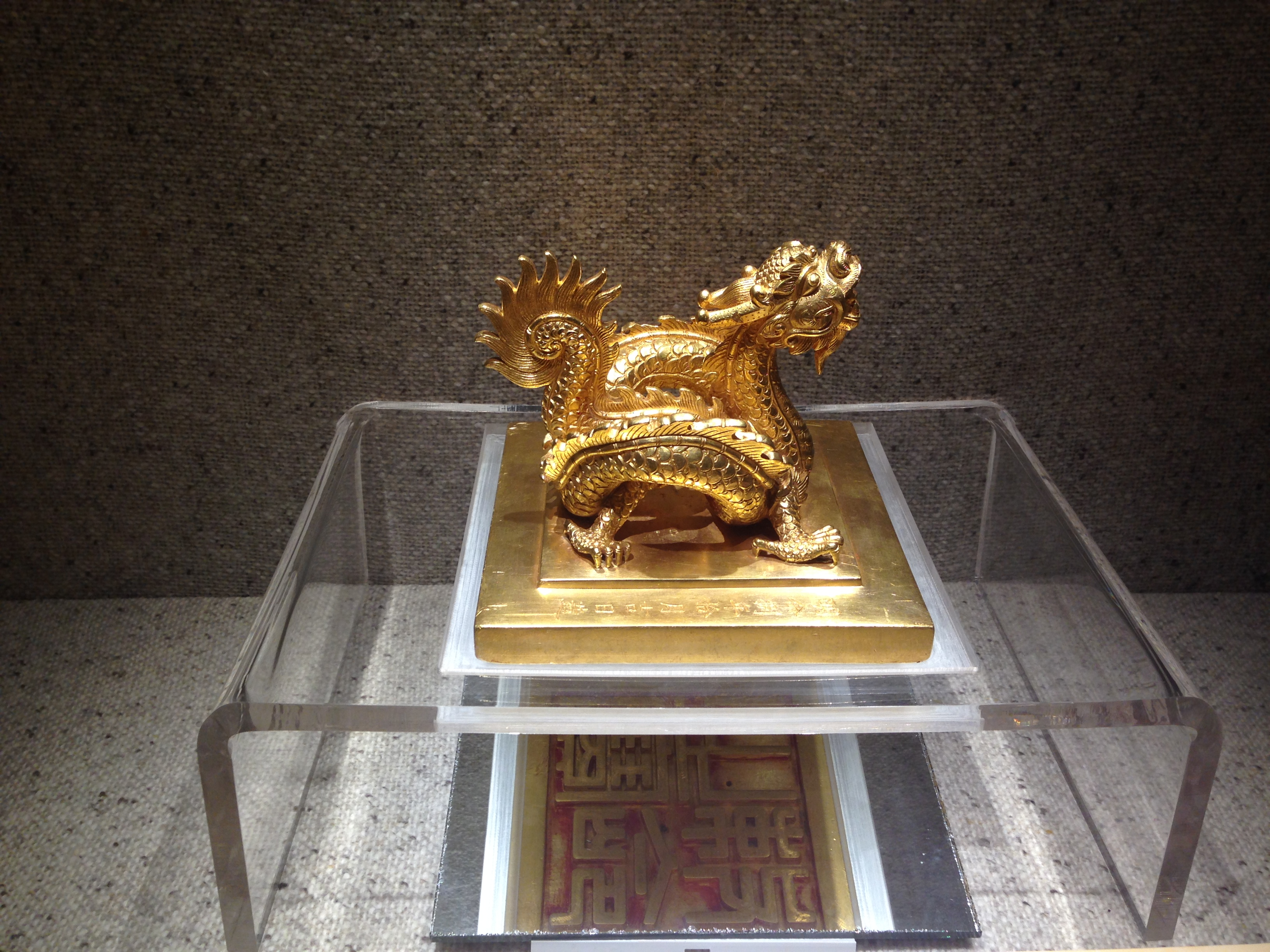
阮朝敕命之寶金印，展于河内越南国家历史博物馆。

绍治四年（1844年）发现了两块大玉石，皇帝委托用这两块玉石制作两枚御玺，即“宸翰之璽”与“大南皇帝之璽”。
1846年，绍治帝停用之前的“大越國阮主永鎮之寶”，改用“大南受天永命傳國璽”。御玺1846年开始制作，一年内完成。
据史料记载，绍治六年（1846年），一些人在广南省化甸县玉山寻找黄金时，挖出了一块非常大的玉，非常耀眼而光彩夺目。之后他们便把这玉献给了皇帝。绍治帝收到这块硕大而稀有的玉觉得是吉兆，于是下令用它来雕刻新的御玺，这就是“大南受天永命傳國璽”。经过长达一年的努力，篆刻家终于完成了雕刻，并将其献给绍治帝。
收到传国玺之后，绍治帝立刻举行了大型的“大祀”，授予他天命，并祈求在位期间长治久安。仪式结束后，新的传国玉玺被存放在顺化皇城勤政殿建筑群中的中和宫，与“大越國阮主永鎮之寶”一起存放。
它有一个滚龙形状的印纽，高14.5cm，宽13x12.7，厚4.25cm。上刻有“紹治七年三月十五日”字样，左侧刻有“得尚吉禮成奉旨恭鐫”，印章顶部龙头上刻有“南郊大禮邸告”。这枚玺据说是阮朝玉玺中最大、最珍贵的一枚。“大南受天永命傳國璽”用于发布外交法令，被阮朝视作极为重要珍贵的宝物。
嗣德帝在位期间，阮朝在对法-西联军的交趾支那远征中战败，被迫支付赔偿。由于国库没有足够的金条支付，不得不用宫中陈列的一些金银财宝支付给法国和西班牙。1869年，嗣德帝命令太子、公主归还朝廷以前给他们的印章和针。之后，嗣德帝重发了铜印、铜针。从此之后，只有皇帝和直系后代能用金印，一些皇室成员可使用银印，而从朝廷到区级的各级官吏使用铜印。乡级官员使用木印。
嗣德年间，制圆形象牙玺，上游铭文12字：“歡奉五大同堂一統紹治之寶”，分为4列。其印纽形似一条拿着许愿珠的龙。这枚印章用于记录皇帝和皇室的欢乐和喜悦的文件上。
咸宜帝退位后，金质八角印“御前之寶”才被造出来，上面通常有“钦此”两个字以表示文中有语法或其他类型的错误。此印之前“御前之寶”印一直是椭圆形的。

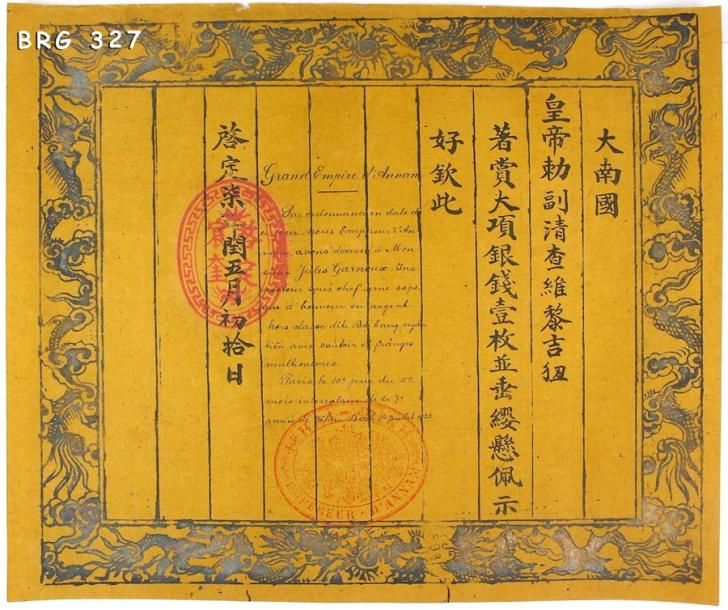
颁给Jules Garnoux的“荣誉金”证书，显示了启定帝用的两枚不同印章，一枚用繁体字，一枚用拉丁字母，而不是传统使用的篆书，还注意到该文件的法文和文言文文本是不同的印章。日期为启定七年（1922年）。

1886年，同庆帝开始颁发大南龙星勋章，其特点是采用蓝色珐琅，图案为篆书“同慶皇帝”。
同庆帝意外去世后，法国人和大臣扶持阮福宝嶙登上皇位，是为成泰帝。天监司说二月初一是登基的大吉之日。1889年1月31日，按照仪式规定，小皇子先在勤政殿向祖先行了礼，然后接受阮朝礼节。然而同一天，成泰帝没收到玉质皇室传家印“玉碑”，它在咸宜帝逃离国都时从皇宫里带走，遗失在广平省的山区了。
維新帝时期，为与反法的越南独立运动有关的文件制作了刻有“載纘武功”的秘密木印。順化安全局局长Léon Sogny在一封信中写到，这枚印章是启定帝发现的。此外，Sogny还指出，该印章的一些文字字符与嘉隆帝为“阮朝中兴”而与西山朝作战时制作的印章相似。
直到启定帝登基，大部分金、银、玉玺、金银册都保存在勤政殿，都是严格的机密。没有皇帝的命令，任何人都不允许打开甚至触摸这些封印。每年新年前，皇帝都会命令吏员举行“拂拭”仪式，打开所有的匣子，然后在勤政殿内清点宝物。打开盒子后，官员们会用香水清洗每个印章，然后用腰布擦干，再放回原处。
阮朝最后一枚御玺是金质“皇太子寶”，是在保大帝治下的1939年制的。重63两。
1942年左右，时任法属印度支那档案馆、图书馆馆长的档案学家和自学者Paul Boudet获得保大帝允许进入皇城内阮朝所有宫殿和图书馆，允许他研究、记录存放在勤政殿的所有宝物。他将珍贵的物品搬出柜子和箱子，逐一阅读、记录、拍照。据Paul Boudet，勤政殿里存放着46枚属于皇帝和皇后的金、玉玺，以及26枚金册。Paul Boudet在《安南帝王档案与安南历史》(河内, IDEO, 1942)中发表了他的研究与发现。据2015年英国广播公司巴黎(BBC Paris)范高丰所撰新闻文章，Paul Boudet记录的46枚御玺有金、银、镀金铜、镀金银质的，其中有44枚御玺现藏于河内越南国家历史博物馆。

### 政府机构铜印
铜印也称章、印章（截至1832年）、印、關防等，是为政府雇员和各级政府办公室制作的印章。铜印通常是一对，比较小的那个叫做“鈐”。“鈐”的铭文与大铜印的铭文是相同的。中低级官员的印章叫做“記、鈐記或được，主要为铜质或木质。
阮朝所有铜印都是武库所制。
政府机关的铜印严禁用于官方文件之外，而群体、私人印章则可以不受限制地使用。如果有人在私人场合使用政府印章，视同刑事犯罪。新年第一天是例外，可以在一张空的平安纸上盖上印章，但之后必须烧掉。另一项法规规定，如果法院没收印章或发现丢失的印章，则应立即销毁。
签署文件时，部门负责人须亲自在文件上盖上办公室印章，任何下属都不得使用该印章。

### 關防
關防印盛行于嘉隆-明命时期。通常盖在签署方的名字上，或盖在文件日期的“月”部分。这种印章主要用于政府各部门的内部事务，例如，专门用于内部事务的法院。
關防印铭文的末尾通常有“關防”两字。嘉隆帝向一些高级官员颁发了關防印。直到明命十三年（1832年），随着官僚结构的改变、省的建立和新官员的任命，如總督、巡撫、領兵等，阮朝机构许多级别中，“章”印才逐渐取代關防印。
明命十三年（1832年）规定，關防印也可由武库、内务府、艚奔管理、艚政、帝政、京城提督、各省领兵、京匠、侍卫处、国子监、学政、鎮宁办撫邦、太医院、充辦內閣事務、水师统制、文书房、左右参知、六部、副臣册、五军、商权管理、六部、嘉定城和北城艚政各艚、各營鎮学政、四翼水軍正管機、顺成管理、雄倨五击、侍匠各卫、勇盛雄匠、知心匠機、安定健兵忠匠、京城提督、各尼官濒（变滝、变渡待打税行化）、省轄、茹庫、副領兵、安撫使、提督、侍卫處等政府机构使用。關防印有不同大小和重量，并附有较小的象牙或铜质印章，刻有相同的铭文。这些關防印主要用黑色墨水盖在文件上。
阮朝政府为其官僚机构授予更多關防印，其级别比同时代清朝还高。

### 圖記
据历史记载，圖記印只能盖在档案、私人文件、书籍、工资、报告上。阮朝圖記印常用于少数民族的文件，常用的是少数民族自己的文字。
圖記印一般盖在文件日期的“月”部分。
明命十三年（1832年）规定，圖記印授予府级官员、区级官员、教师、教员、警卫队长、司负责人和海军指挥官。
只有警卫和军队的圖記印可以用红色墨水，其他的只能用黑色墨水。

### 鈐記
鈐記印是由负责河口、边关、小船队、通行证等的低级官员和军事指挥官使用的。一般盖在文件日期的“月”部分。许多印章的铭文不是用篆书，而是用繁体字书写的。
明命十三年（1832年）规定，鈐記印授予各訊、守、淎、所、午門守護、擧代宮守護、南圻六省所巡司、鎮西城。
只有警卫和军队的鈐記印可以用红色墨水，其他的只能用黑色墨水。

### 長記
長記印通常由各县和乡镇的首领使用，是最低级地方官员的标志。长记印通常盖在文本末尾全体官员名称的旁边或下面，以确认参与官员的真实性和责任。阮朝末期长记印通常是长方形的，中间是繁体字，外面是越南语字母。

### 信記
信記指任何等级的官吏所作的一般印章。从嘉隆朝开始，所有官员都可以依自己喜好制作印章。阮朝信記印可作为宗教、个人信仰、文化和商业领域的个人印章自由使用。它被用来在签署方的名字上盖章，类似于签名的作用。
到明命七年（1826年），出台了信記印的使用和制作的具体规定。根据《钦定大南会典事例》，官员可以用象牙或木头制作定制的方形印章，上面须刻有官员名字。新的标准尺寸也在这个时期被引入。总的来说，这些新规定并不是为了改变信記印的使用方式，不过它确实规定必须在每份文件的日期下面用与文件上的文字相同的墨水盖上。
此外，信記印通常盖在用来表示人的头衔或姓名的文字下面或旁边。信記印通常由地方官员用于地方性文件，并用于向其他（低级）地方官员确认签署该文件。

### 军事印章
嘉隆帝为阮朝军队（五军）铸造了5枚铜印，分别是中軍之印、前軍之印、左軍之印、右軍之印、后軍之印。印纽为越南狮。

### 印纽
下面是阮朝下列政府机关所用的印纽形状：
- 紫色字表示關防印
- 绿色字=表示圖記印

| 印纽 （）       | 政府机构 | 图像 |
| --------------- | --- | ---- |
| 麒麟纽 （Núm có hình kỳ lân）     | 神策監軍、中军、前军、左军、右军、后军。 |      |
| 虎纽 （{{）     | 高棉保護、副將五军、鄉試場、各营、镇、道、府、县、 州。 |      |
| 狮纽 （Núm có hình sư tử）       | 侍忠營左右統制、内侍、神机、前锋、龙武、虎威、雄锐、玄武、水师統制、武林左右翼軍、各省选生试场、艚奔管理、艚政、帝政、各艚兵、各艚型、各艚工、嘉定及北城户部、国子监。           |      |
| 直纽 （Núm thẳng）       | 都察院、科道、大理寺、太常寺、光禄寺、太仆寺、翰林院、钦天监、布政、各省部县州按察、茹庫屬武庫、内务府京城提督、各省领兵、京匠领兵、侍卫处、各省学政、水军四翼政管机、顺成管理。 |      |
| 蔬菜与藻类 （Núm khắc rau tảo） | 太医院、文書房。 |      |
| 长圆形纽 （Núm tròn dài）   | 鎮宁办撫邦。 |      |
| 半球形纽 （Núm vòng bán cầu）   | 充辦內閣事務、各卫、机、土县、屯寨。 |      |

## 1945年之后

### 阮朝宝玺转移到越南民主共和国及其象征意义
1945年保大帝退位、阮朝灭亡、越南民主共和国发表越南独立宣言后，保大帝将顺化皇城和其他宫殿的800kg古董（包括宝玺）交给了革命政府。随着首都从顺化迁回河内，这些古董被存放在越南国家历史博物馆。当时，只带走了轻小物品搬到河内，而重型物品，如皇位、皇帝的轿子、明命帝的石制屏风等都留在了顺化。
保大帝在退位仪式上作为正式退位的一部分亲自把他的王权象征物交给越南民主共和国政府的代表。他将“皇帝之寶”御玺和镶玉银剑“安民宝剑”交给共产党政府。传递礼印和宝剑被认为是象征性地“将天命移交给越南民主共和国政府”。在第一次印度支那战争期间，法国发动反攻后，越南民主共和国政府公开将国玺和宝剑埋在地下。
古董移交后，一位名叫阮粦的官员向胡志明主席评论道：“在很多人看来，有必要将从阮朝接管的所有金银熔化，以增加抗战预算。”胡志明答：“这样的话，如果有一天我们统一了整个国家，什么才能证实我们有几千年的文明传统呢？”。这一决定确保了阮朝珍宝能保存至今。
据兰德公司Brian Michael Jenkins在1972年3月一篇题为《为什么北越会继续战斗》、美国商务部下属机构国家技术信息服务局负责分发的文章，北越人由于1945年接受了礼印和宝剑，自认拥有天命，而所谓的越南共和国则没有。所以Jenkins认为北越和越共游击队认为他们会因“天意”在越南战争中取得胜利，只有拥有天命的政府才能是越南人民的合法统治者。
Brian Michael Jenkins写道，北越和越南共产党的高级领导层相信这一点，因为许多人是阮氏王朝官吏的子女，在儒家环境中长大，而不是来自无产阶级。这就是为什么在他看来，共产党人的行为往往比南越人更像传统主义者。
后来Brian Michael Jenkins指出，关于天命通过传递“皇帝之宝”和“安民宝剑”而转移，为共产党领导层在越南战争期间追求对越南共和国（南越）的胜利提供了强烈的个人动机。在后来关于越南共产党领导层的心理的一段话中，Jenkins写道：
这被认为是越南战争期间，越南共产党在与南越及其盟友作战时，决心继续战斗而不放弃的一个重要心理原因。

### 越南国家元首的印章
越南国成立后，前保大帝作为新的国家元首新制一枚印章（印篆）。这枚印章为方形，上面用国语字写着“Quốc-gia Việt-Nam - Đức Bảo Đại - Quốc-trưởng”（国家越南-德保大-国長）字样和“保大国长”（从上到下、从右到左）的篆体字。

### “皇帝之宝”御玺的命运
法国人在仔细地寻找了这套王权象征物之后，又挖出了已经断成三截的剑，并将这些碎片交给慈宫太后（保大帝的母亲），太后很可能把它交给了妃子梦蝶。“皇帝之宝”御玺一直被埋在地下，河内被交还给北越时，他们把印章挖了出来，交还给越南国家历史博物馆。后来“皇帝之宝”被盗，最终落入妃子梦蝶手中，她打算在保大帝从法国回到大叻市后，将印章和剑交还给他。然而保大帝命令她将这些东西带到法国，并在1953年把它们交给了南芳皇后。1982年，太子阮福保隆将御玺交还给他的父亲保大帝。那时起，就没有关于“皇帝之宝”御玺下落的消息了。

### “大南受天永命傳國璽”御玺的命运
1945年阮朝灭亡后，顺化市地区主管范克槐决定将它和其他珍宝一起从城市转移到河内，于1945年8月27日和28日将它交给劳动部。
为应对1946年12月爆发的第一次印度支那战争，劳动部决定将其阮朝藏品转移到第五区保管。越南独立同盟会1954年在奠边府战役中夺得大捷后，这些藏品（包括印章）被带到财政部进行管理。1959年12月17日，财政部决定将阮朝藏品（包括印章）移交给越南历史博物馆（现为越南国家历史博物馆）保管
1962年，为确保越战期间藏品的安全，越南历史博物馆将这批藏品送到越南国家银行保管。直到河内建城一千周年，该印章才被公开展示。
2017年，“大南受天永命傳國璽”御玺被宣布为当年公布的24件越南国宝之一，并被越南国家历史博物馆称为其阮朝藏品中最为宝贵的藏品。

### 在外国和私人手中的阮朝时期文化遗产
1883年法国征服阮朝、1945年八月革命推翻阮朝后，许多阮朝珍宝都落入了分散在全国各地的越南博物馆和世界各地的私人收藏家手中。近年来，阮朝珍宝在伦敦、巴黎、纽约等地的古董拍卖会上公开交易，或在EBay、Spin等商业网站上出售。阮朝和早期广南国的大量黄金珍品，包括印章，都被阮朝当做战争赔款送给了法国和西班牙政府，其中许多珍品现在（截至2009年）保存在巴黎钱币博物馆。1885年7月5日顺化被洗劫，当时咸宜帝出逃，皇城被法国人洗劫一空，仅从一个宫殿里就偷走了228颗钻石、266颗镶有钻石的珠宝、珍珠和271件黄金器具，有不少在维新帝时期归还。

### 越南博物馆中的阮朝宝玺
1962年，为确保阮朝珍宝的安全，越南国家历史博物馆曾将其移至越南国家银行的仓库。这些藏品包括皇帝及其他皇室成员的许多独特物品，如皇帝的帽子、金册、宝玺、剑、各类日用物品、祭祀用具及许多含有阮朝文化价值的文件。这些宝物存放在瓦楞铁箱中，然后装入木箱，附有相应的文物清单。木箱的钥匙由博物馆保管。近半个世纪以来，这些藏品完全不对公众开放，很少有人知道它们的存在。
2007年，越南国家银行将其仓库中的全部文物交还给越南国家历史博物馆，包括85枚御玺。
2010年，为庆祝升龙-河内建城一千周年，越南国家历史博物馆出版了一本书，书中有85个金、银、玉质御玺，标题为《阮朝帝、后御玺》（Kim ngọc bảo tỷ của Hoàng đế và vương hậu triều Nguyễn Việt Nam）并随后在博物馆展出，供公众参观。许多介绍该藏品的文章、书籍和出版物已经出版，如《越南古玉》（Cổ ngọc Việt Nam）和《阮朝皇宫宝物》（Bảo vật Hoàng cung triều Nguyễn）等。
2015年，一个名为“破译保存在国家历史博物馆的阮朝宝藏铭文”（Giải mã minh văn trên các bảo vật triều Nguyễn lưu trữ tại Bảo tàng Lịch sử Quốc gia）的部级科研项目启动，还对越南国家历史博物馆所藏的所有印章进行了调查和研究。
2015年，明命帝所制“敕命之宝”金玺被指定为国宝。随后，“大越國阮主永鎮之寶”御玺也在2016年被宣布为国宝，并在2017年向公众展出。
截至2016年，顺化市已经没有任何御玺留下了。有时一些阮朝御玺会回到顺化市展览，如2018年“阮朝珍宝上的龙与凤凰”（Rồng - phượng trên bảo vật triều Nguyễn）展。该展览展出了80多件阮朝珍宝和文物，包括“歡奉五大同堂一統紹治之寶”“嗣德宸翰”等。

## 御玺类型
阮朝印章以铜、银、陶瓷、象牙等为材料，为整个帝国的官吏和其他民众制作，没有太多的限制，而玉、金则是皇室专属。

### 玉玺
玉璽是一种用翡翠、白玉、青玉等不同种类的玉石制成的印章。阮朝大部分玉玺都是明命帝和嗣德帝统治时期雕刻的。当时玉石是稀有材料，玉玺的产量比金属的（如金印）少。最古老的玉玺可能制于广南国时期，上面刻有“丰疆萬古”“万寿无疆”字样。
后来河内越南国家历史博物馆对阮朝时期记录中的玉玺进行研究，没有发现任何当代的玉玺照片。因此，这些研究不得不完全依赖名为“肅呈機密院”的机构和《钦定大南会典事例》。
明命戊子年，广治省人阮登科向皇帝赠送了一枚玉玺，上刻“萬壽無疆”。
1835年，明命帝下令制作一枚刻有“皇帝之璽”的玉玺。
刻有“钦文之玺”的玉玺专门用于文化文件。
“皇帝之玺”玉玺专门用于大赦或改变年号的场合。

### 金玺
金寶璽、金寶、金璽的印文一般以“寶”结尾。
1823年2月15日，明命帝下令铸造“皇帝之寶”玺。胡志明市古迹保护中心主任潘青海博士说，“皇帝之宝”玺上的印钮是一条五爪龙的形状，尾巴竖起，姿态稳健。印章上有“明命四年二月初四日吉时铸造”“十成黄金，重二百十两九钱二分”，略少于10.5 kg，是阮朝最重的御玺。“皇帝之宝”玺是皇帝的“顶级”印章，盖在内政和外交文件上。
“敕命之寶”玺是阮朝所有印章中面积最大的，为14cm x 14cm，相比之下，玉玺中面积最大的是10.5cm x 10.5cm。其重223两。8.3公斤纯金制成。“敕命之寶”和“丰登之宝”都用于在官员的授勋文件上盖章。“敕命之寶”玺于1945年移交给越南民主共和国，现在被存放在越南国家历史博物馆，博物馆编号为“LSb.34447”。
“治曆明時之寶”玺被用在年历上。
绍治元年（1841年）制作了刻有“聖祖仁皇帝之宝”的金谥宝。这枚金印是他登基两个月后下令制作的，用于在世庙祭祖。这枚金印顶部有两行铭文，左侧是：“八五岁黄金，重一百十一两五钱四分”。右侧是“绍治元年三月吉日奉旨造”。特点是五爪龙形状的印钮，举头背弓，尾巴有6条尖带。
绍治帝为纪念其外祖母陈氏珰，在绍治元年（1841年）制作了一枚刻有“仁宣慈慶太皇太后之寶”的印.其印钮是一条五爪龙，举头背弓，尾巴弯曲，有7个火焰状末端。印纽左侧刻有“八五歲皇金重九十五両七錢四分”，右侧刻有“紹治元年三月吉日奉鑄造”。
另一枚为皇太后铸造的金玺印文为“仁皇后之寶”。其印纽有一条五爪龙，昂首挺胸，尾巴呈扭曲的6角火焰状。印纽左侧刻有“八五歲金重八十二両二錢三分”，右侧刻有“紹治元年四月吉日奉鑄造”。这枚印章是为纪念胡氏华制作的。
绍治帝还铸一枚“福綏公印”，印纽为四爪龙形。印纽左边刻有“重四十五两五钱”，右侧刻有“绍治三年造”（1843年）。据《阮福族世谱》，这枚印章在1843年阮福洪任受封“福綏公”时被授予。
绍治帝还铸一枚“大南協紀曆之寶”金玺，印纽为五爪龙形，与明命帝时“钦文之玺”“睿武之玺”“治曆明時之寶”的设计相似。柄左侧刻有“十岁黄金，重一百一十五两五钱四分”，左侧刻有“绍治七年十月吉日造”。这枚印章取代了“治歷明時之寶”在阮朝官方日历中的使用。

### 象牙玺
1846–1847年间，绍治帝下令制作一枚象牙玺，印纽为龙形，印面为圆形，直径10.8 cm。刻有“欢奉五大同堂一统绍治之宝”。
启定帝制象牙玺有一枚是椭圆形的，刻有繁体字写的“啟定宸奎”。

### 陨铁玺
同庆帝在位期间，专门制了一枚陨铁玺。为表示法国和同庆帝间的友谊，法国政府委托了一份特殊的礼物，地质学家、矿物学家和科学记者Stanislas-Étienne Meunier写道：“对于像同庆帝这样的天子来说，没什么能比来自上天的宝物更好了。所以，我请求政府设法找到一块陨石，把它雕成一枚珍贵的印章。”法国总统接受了他的建议，Stanislas-Étienne Meunier立即开始寻找理想的能制成印章的陨石。
Stanislas-Étienne Meunier在奥匈帝国维也纳买到一块1868年1月30日落在俄罗斯维斯图拉边疆区普乌图斯克(今日波兰马佐夫舍省普乌图斯克)的陨石碎片。Stanislas-Étienne Meunier形容这块陨石没有裂痕，外观漂亮，大小合适，对这块标本很满意，并把它带回给珠宝商雕刻。
印章本身由纯金制成，刻有法语的“Le gouvernement de la République Française à S. M. Dong-Khanh, roi d'Annam”（法兰西共和国政府赠予安南国王同庆帝）。
据《同庆政要》记载，该印章于1887年12月被赠送给同庆帝。收到印章后，同庆帝对法国政府表示了感谢，并向人民发表了一份声明，内容是：

### 银玺
阮朝制了许多银玺。据《阮福族世谱》记载，阮福绵宗在其父亲统治期间，于庚寅年（1830年）被派去学习，受封长庆公。同年，明命帝赐给阮福绵宗一枚镀金银印，印钮为直龙形，举头弓背、曲尾四爪。印章背面刻有两行汉字，表明印章重44盎司、高9.4 cm并注明了制作日期。印文为“长庆公印”。
绍治帝制一枚印文为“福綏官房”的银玺。印纽为麒麟形，举头弓背曲尾，四条腿松开。制于绍治二年（1842年）。1843年被赠与阮福洪任皇子。

### 铜印
铜印一般为地位低于皇室的人准备的印章。由于法国和西班牙的战争赔款使越南财政陷入困境，嗣德帝没收了送给皇亲皇子和公主的金印，并以相同的铜印取代。嗣德帝的命令如下：“所有皇子与公主的银册、印、棺、关封必须归还，并熔化成条状使用。但要按照原来的样式重铸一铜印，以便于永久保存。”1869年后，几乎所有朝廷公章（不包括为皇帝和少数特定王公的印章）都主要由铜制成。
铜印是为许多不同类型的政府办公室和职能部门铸造的，如吏员、其他官僚、地方官员、奖章、签名等，铜印的印纽或为麒麟，或为狮形，或为直形，或为环形等等。这些印纽有不同的高度和重量，但绝无龙形印纽。

## 阮朝宝玺列表

### 皇帝
- 橙色表示印文以繁体字书写。
- 紫色表示印文以拉丁字母书写。

| 铭文                                                                          | 用于 | 年代            | 印纽                               | 尺寸                                               | 材质                  | 图片       | 印文 |
| ----------------------------------------------------------------------------- | --- | --------------- | ---------------------------------- | -------------------------------------------------- | --------------------- | ---------- | ---- |
| ／                                                                            | 广南国外交文件 | 阮福源          |                                    |                                                    |                       | 可能已不存 |      |
| ／                                                                            | 远征公告的文件 | 阮福淍 1709     | 狮                                 |                                                    | 金                    |            |      |
| ／                                                                            | 广南国传国御玺 | 阮福淍 1709     | 狮                                 |                                                    | 金                    |            |      |
| ／                                                                            | 内路御玺 | 阮福濶 1744     |                                    |                                                    |                       |            |      |
| ／                                                                            | 葬礼与军令 | 嘉隆 1802       | 龙                                 |                                                    | 金                    |            |      |
| ／                                                                            | 召唤将军或惩戒士兵 | 嘉隆 1802       | 龙                                 |                                                    | 金                    |            |      |
| ／                                                                            | | 嘉隆 1802       | 蹲龙                               |                                                    | 银                    |            |      |
| ／                                                                            | |                 |                                    |                                                    |                       |            |      |
| ／                                                                            | 奖励为国家立下汗马功劳的人；将官员提拔为尚书。                                                                         | 嘉隆            | 龙                                 |                                                    | 银                    |            |      |
| ／                                                                            | 向全国人民宣读的国家法令和公告                                                                                         | 嘉隆            |                                    |                                                    | 金                    |            |      |
| ／                                                                            | 阮朝官历 | 嘉隆            |                                    |                                                    | 金                    |            |      |
| ／                                                                            | 公告的年号后，还要加“欽此”两字。                                                                                       | 嘉隆            | 龙                                 |                                                    | 金                    |            |      |
| ／                                                                            | 军令 | 嘉隆            | 龙                                 |                                                    | 金                    |            |      |
| ／                                                                            | 用于须更正、补充、修改“标点符号”的文件，或在索引中表示被删去或添加的章节，或在两个重要文件的任何其他添加或更正的地方。 | 明命            | 龙                                 |                                                    | 金                    |            |      |
| ／                                                                            | | 明命 1823       | 龙                                 |                                                    | 金                    |            |      |
| ／                                                                            | 给宗派领导人的文件 | 明命 1827       | 龙                                 |                                                    | 金                    |            |      |
| ／                                                                            | 用于文武官员晋升，及为人神授予称号                                                                                     | 明命 1827       | 蜷曲的龙，其面部有“敕命之寶”的浮雕 | 14cm x 14cm                                        | 金                    |            |      |
| ／                                                                            | 科举、开办新学校等 | 明命 1827       | 龙                                 |                                                    | 金                    |            |      |
| ／                                                                            | 与士兵有关的文件，如武举等                                                                                             | 明命 1827       | 龙                                 |                                                    | 金                    |            |      |
| ／                                                                            | | 明命            |                                    |                                                    |                       |            |      |
| ／                                                                            | 向全国人民宣读的国家法令和公告                                                                                         | 明命            |                                    |                                                    |                       |            |      |
| ／                                                                            | 阮朝官历 | 明命            |                                    |                                                    |                       |            |      |
| ／                                                                            | 公告的年号后，还要加“欽此”两字。                                                                                       | 明命            | 龙                                 |                                                    |                       |            |      |
| ／                                                                            | | 明命 1828       |                                    |                                                    |                       |            |      |
| ／                                                                            | | 明命            |                                    |                                                    |                       |            |      |
| ／                                                                            | 大赦 | 明命 1835       | 两条龙互倚后背                     | 8.27cm高，0.5cm宽，4.22cm厚                        | Jade                  |            |      |
| ／                                                                            | 史书 | 明命 1836       |                                    |                                                    | 白玉                  |            |      |
| ／                                                                            | 史书 | 明命 1836       |                                    |                                                    | 白玉                  |            |      |
| ／                                                                            | 史书 | 明命 1836       |                                    |                                                    | 白玉                  |            |      |
| ／                                                                            | 史书 | 明命 1836       |                                    |                                                    | 白玉                  |            |      |
| ／                                                                            | | 明命 1837       |                                    | 7.7cm高，9.8 x 9.8cm宽，1.4cm厚                    | 绿玉                  |            |      |
| ／                                                                            | 判决涉外官司 | 明命 1839       | 面向外部的两条龙                   | 10.5cm高，12.4cm宽，5.3cm厚                        | 绿玉                  |            |      |
| ／                                                                            | 代表国家判决官司 | 明命 1840       |                                    |                                                    | 玉                    |            |      |
| ／                                                                            | 在世庙中祭奠明命帝用                                                                                                   | 紹治 1841       | 龙                                 |                                                    | 金                    |            |      |
| ／                                                                            | 为纪念胡氏华 | 紹治 1841       | 龙                                 |                                                    | 金                    |            |      |
| ／                                                                            | 为纪念胡氏华 | 紹治 1841       | 龙                                 |                                                    | 金                    |            |      |
| ／                                                                            | 外交文书 | 紹治 1845       | 虎                                 | 9.1cm高，10.25cm宽，4.21cm厚                       | 玉                    |            |      |
| ／                                                                            | 用于朱墨书写的皇帝信件和诏书。                                                                                         | 紹治 1845       |                                    |                                                    | 玉                    |            |      |
| ／                                                                            | 装订每年印刷和发行的日历                                                                                               | 紹治 1845       | 龙                                 |                                                    | 金                    |            |      |
| ／                                                                            | 外交法令 传国御玺 | 紹治 1846       | 蜷曲的龙                           | 14.5cm高，13x12.7宽，4.25cm厚                      | 玉                    |            |      |
| ／                                                                            | 给皇室家庭的指示 | 紹治            |                                    |                                                    |                       |            |      |
| ／                                                                            | | 紹治            |                                    | 印面为圆形，直径10.8cm，外缘5cm宽                  | 象牙                  |            |      |
| ／                                                                            | | 嗣德            |                                    |                                                    |                       |            |      |
| ／                                                                            | | 嗣德            |                                    | 4.22cmgap，印面椭圆形，4.35cm常，2.3cm宽，1.78cm厚 | 玉                    |            |      |
| ／                                                                            | | 嗣德            |                                    |                                                    |                       |            |      |
| Le gouvernement de la République Française à S. M. Dong-Khanh, roi d'Annam ／ | 朝廷与法国的来往文件                                                                                                   | 同慶            |                                    |                                                    | 普乌土斯克 (陨石)和金 |            |      |
| ／                                                                            | 抗法秘密印章 | 維新 1916       |                                    |                                                    | 木                    |            |      |
| ／                                                                            | | 啟定            |                                    |                                                    |                       |            |      |
| ／                                                                            | | 啟定            |                                    |                                                    |                       |            |      |
| ／ Khai-Dinh Empereur d'Annam                                                 | 在双语文件的法语面盖章，如奖项和勋章。                                                                                 | 啟定            |                                    |                                                    | 金与马赛克饰面        |            |      |
| ／                                                                            | 在双语文件的文言文面盖章，如奖项和勋章。                                                                               | 啟定            | 狮                                 |                                                    | 象牙                  |            |      |
| ／                                                                            | 公告的年号后，还要加“欽此”两字。                                                                                       | 啟定            |                                    |                                                    |                       |            |      |
| ／                                                                            | | 保大 （1939年） |                                    |                                                    | 金                    |            |      |

### 皇后、妃子、皇族
| 铭文 | 用途         | 年代 | 印纽 | 尺寸 | 材质 | 照片 | 印文 |
| ---- | ------------ | ---- | ---- | ---- | ---- | ---- | ---- |
| ／   |              |      | 龙   |      | 金   |      |      |
| ／   | 南芳皇后私印 | 保大 |      |      |      |      |      |

## 文件上的御玺

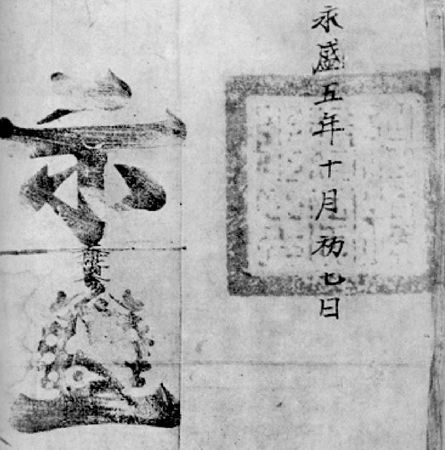
“總鎮將軍之印”，用于黎中兴朝永盛（1706-1719）年间文件上。
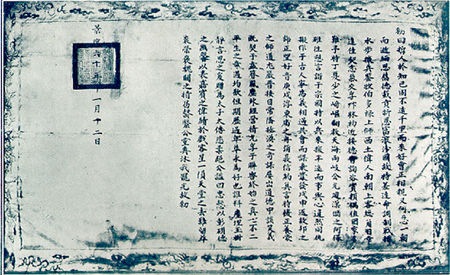
1801年一份文件，有“大越國阮主永鎮之寶”印文，注意阮福映仍在用黎中兴朝黎顯宗的年号景興（1740-1786）。
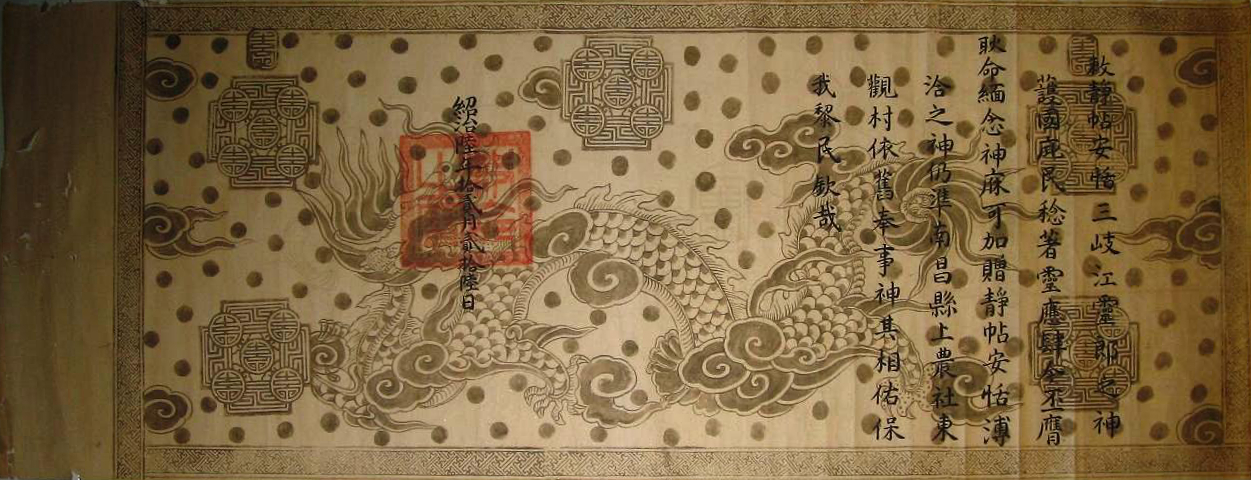
绍治帝发布的诏书，上有“敕命之寶”玺印。
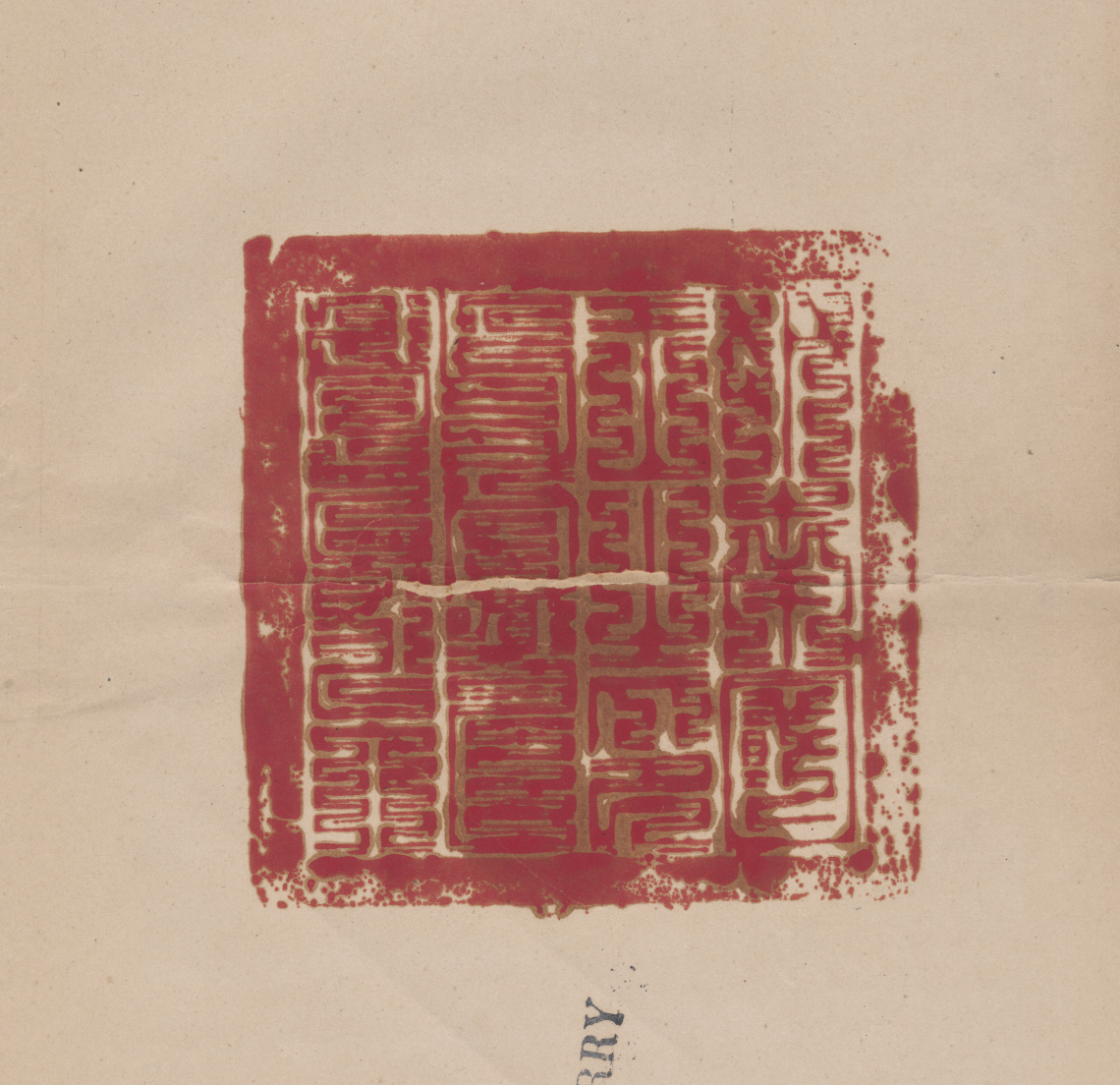
与法国通信时用的“越南國王之印”。
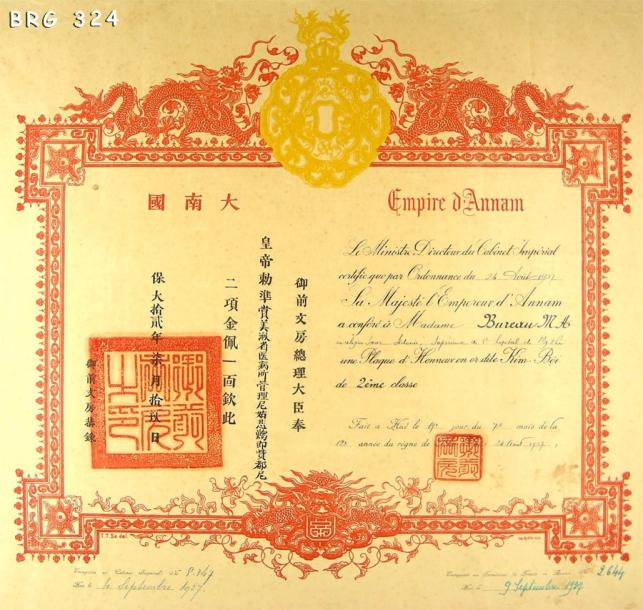
颁发给在天主教医院工作的Madame Bureau的金牌（二等）上面有皇帝的印章，日期为保大十二年（1937年）。
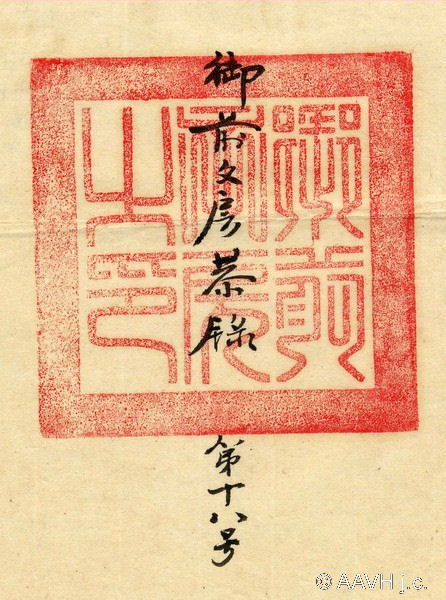
授予Léon Sogny的“安平男”证书，并盖有帝国印章，日期为保大十四年（1939年）。

## 阮朝政府机构官印列表

### 各部印章
| 机构或组织   | 铭文     | 照片 | 印文 |
| ------------ | -------- | ---- | ---- |
| 內閣         | ／       |      |      |
| 內閣         | ／       |      |      |
| 御前文房官印 | 御前文房 |      |      |
| 吏部官印     | ／       |      |      |
| 戶部官印     |          |      |      |
| 禮部官印     | ／       |      |      |
| 兵部官印     | ／       |      |      |
| 兵部官印     | ／       |      |      |
| 刑部官印     | ／       |      |      |
| 刑部官印     | ／       |      |      |
| 刑部官印     | ／       |      |      |
| 工部官印     |          |      |      |
| 教育部官印   |          |      |      |
| 經濟部官印   |          |      |      |
| 經濟部官印   |          |      |      |
| 國子監官印   |          |      |      |
| 欽天監官印   |          |      |      |
| 翰林院官印   |          |      |      |
| 太医院官印   |          |      |      |
| 機密院官印   | ／       |      |      |
| 大理寺官印   |          |      |      |
| 秘書曹官印   |          |      |      |
| 秘書所官印   |          |      |      |
| 表簿曹官印   |          |      |      |
| 板章所官印   |          |      |      |
| 吏戶章官印   |          |      |      |
| 禮兵章官印   |          |      |      |
| 刑工章官印   |          |      |      |
| 承務曹官印   |          |      |      |
| 都察院官印   |          |      |      |
| 尚寶曹官印   |          |      |      |
| 鴻臚寺官印   |          |      |      |
| 典客署官印   |          |      |      |
| 司儀署官印   |          |      |      |
| 光祿寺官印   |          |      |      |
| 尚寶寺官印   |          |      |      |
| 太僕寺官印   |          |      |      |
| 太常寺官印   |          |      |      |
| 郊社署官印   |          |      |      |
| 太樂署官印   |          |      |      |
| 鼓吹署官印   |          |      |      |
| 太卜署官印   |          |      |      |
| 廩犧署官印   |          |      |      |
| 太廟署官印   |          |      |      |
| 宗人府官印   |          |      |      |
| 國史館官印   |          |      |      |
| 集賢院官印   |          |      |      |
| 通政使司官印 |          |      |      |
| 內務府官印   |          |      |      |
| 武庫官印     |          |      |      |

### 省级官印
| 机构或组织                         | 铭文 | 照片 | 印文 |
| ---------------------------------- | ---- | ---- | ---- |
| 北圻经略使                         |      |      |      |
| 承天府府尹                         |      |      |      |
| 北圻山兴宣总督（山西、兴化、宣光） |      |      |      |
| 北圻河宁总督（河内、宁平）         | ／   |      |      |
| 北圻河宁总督官印                   |      |      |      |
| 北圻河东总督官印                   |      |      |      |
| 北圻宁太总督（北宁、太原）         |      |      |      |
| 北圻海安總督（海阳、广安）         | ／   |      |      |
| 北圻定安总督（南定、兴安）         |      |      |      |
| 北圻谅平总督（谅山、高平）         |      |      |      |
| 中圻清化总督                       |      |      |      |
| 中圻安静总督（乂安、河静）         |      |      |      |
| 中圻平治总督（广平、广治）         |      |      |      |
| 中圻南义总督（广南、广义）         |      |      |      |
| 中圻平富总督（富安、平定）         |      |      |      |
| 中圻顺庆总督（平顺、庆和）         |      |      |      |
| 南圻安河总督（安江、河仙）         |      |      |      |
| 南圻隆祥总督（永隆、定祥）         |      |      |      |
| 南圻定边总督（嘉定、边和）         |      |      |      |
| 镇西城（阮朝所占柬埔寨）将军印     | ／   |      |      |
| 泰族自治区大总理官印               |      |      |      |

### 军印
| 机构或组织 | 铭文 | 照片 | 印文 |
| ---------- | ---- | ---- | ---- |
| 處侍衛     | ／   |      |      |
| 五軍都統   |      |      |      |
| 中軍       | ／   |      |      |
| 前軍       | ／   |      |      |
| 左軍       | ／   |      |      |
| 右軍       | ／   |      |      |
| 后軍       | ／   |      |      |

### 税印
| 类别   | 铭文 | 照片 | 印文 |
| ------ | ---- | ---- | ---- |
| 桂皮税 |      |      |      |

### 其他官印
| 用于                 | 铭文 | 照片 | 印文 |
| -------------------- | ---- | ---- | ---- |
| 顺化、河内间通信用印 | ／   |      |      |

## 文件上的官印

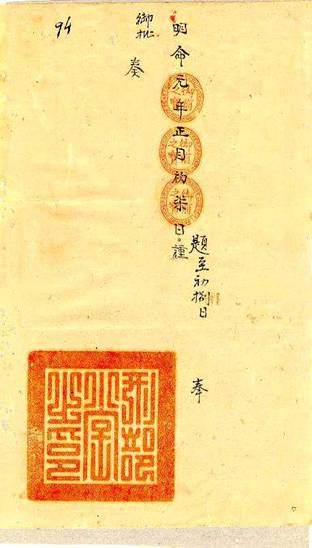
明命元年（1820年）某文件上的“刑部堂之印”。
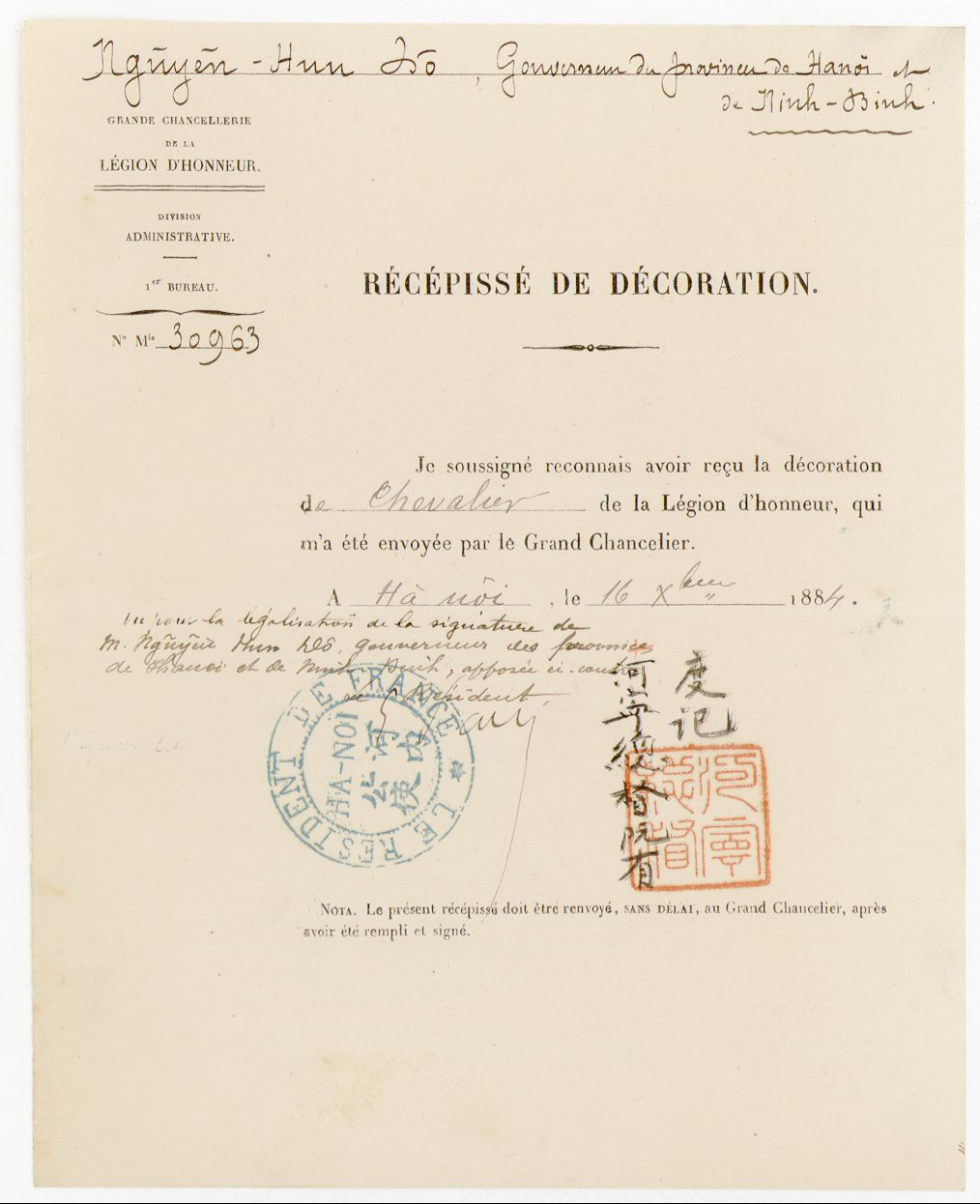
1884年为阮有度颁发的法国荣誉军团勋章，盖有河宁（河内、宁平）总督印。
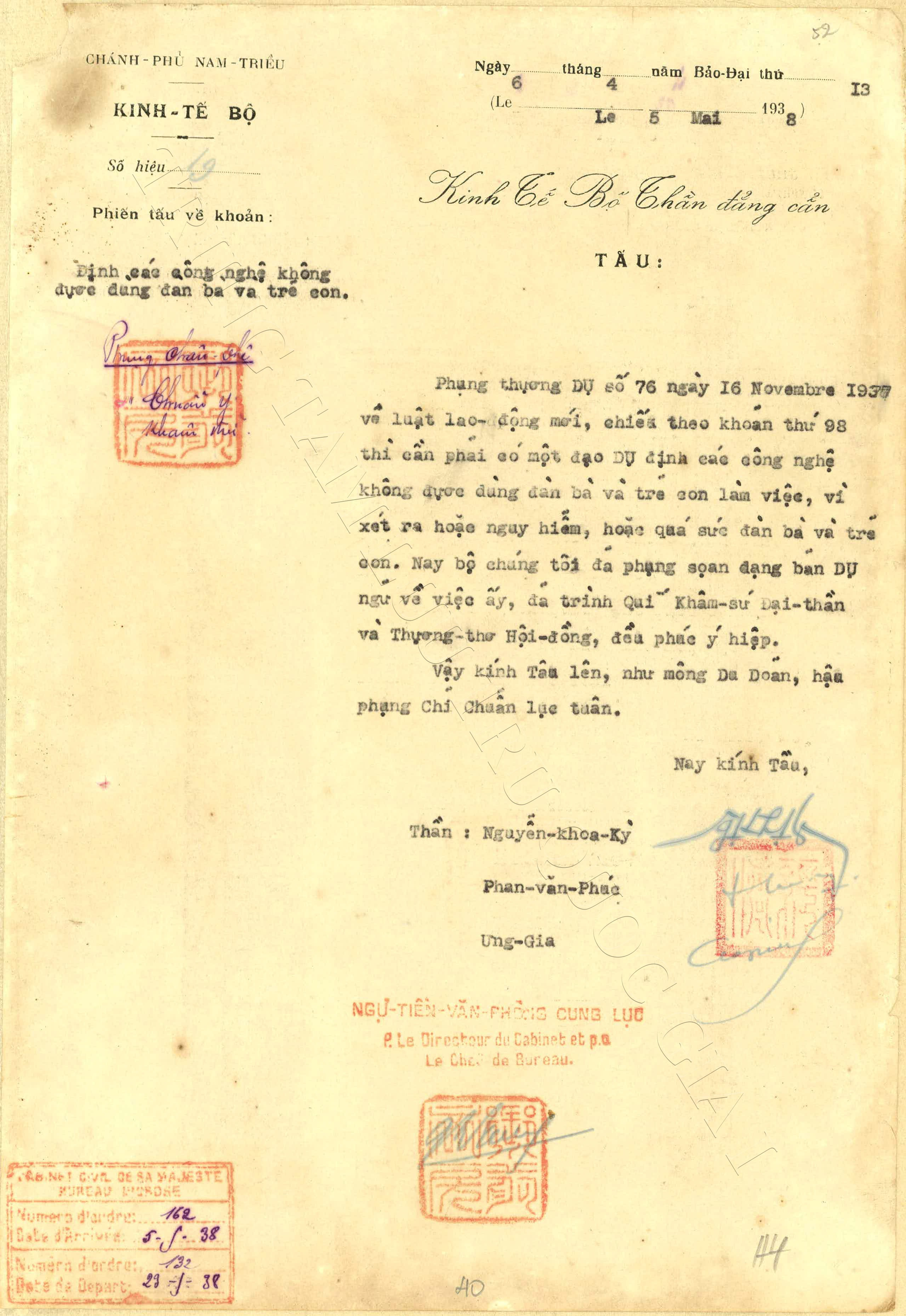
保大十三年（1938年）经济部信件中也有御前文房印。
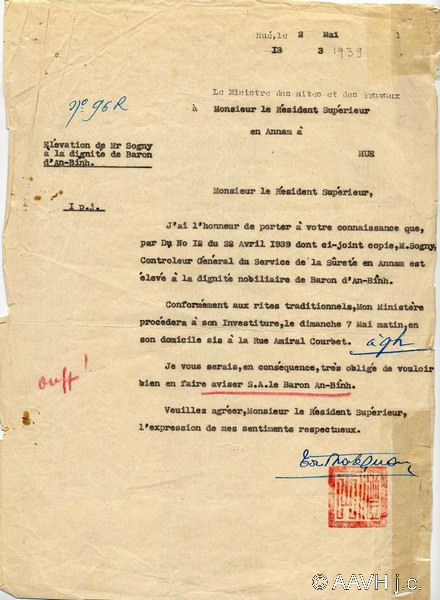
保大14年（1939）礼部通知中圻钦使，Léon Sogny将被授予“安平男”称号。

## 印章形状

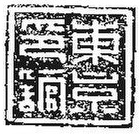
方印
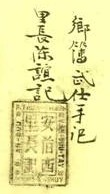
矩形印
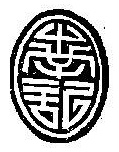
椭圆形印
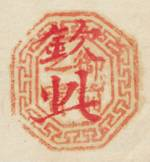
八边形印

## 越南社会主义共和国的印章
根据国家规定，现代越南篆体字方形印不再享有正式使用权，每个公司或企业都有自己的圆形印，上面必须包含组织名称和注册号码。据《2014年企业法》，为给越南企业创造更有利的条件，登记印章样本时，企业不再需要向警方登记。企业可以自行刻制印章样本，并将印章样本送到工商登记处。当企业改用新印章或改变了印章信息时，需要向政府登记新的公司印章样本。2021年，一枚官印一般需要350越南盾。
嗣德帝制“歡奉五大同堂一統紹治之寶”玺被描述为“越南最早的圆形印之一”。后来阮朝还制造了一些其他的圆形或椭圆形御玺。
今日越南的官印通常是圆形，圆心有越南国徽。政府机构的名称围绕国徽呈半圆形排列。

## 现代越南的古印章研究
有一门学科专门研究越南历代各类文件上的印章。据专门从事这一领域研究的学者何文晋教授介绍，古代文件上的印章通常有3个具体功能：确保文件的真实性，宣示文本的所有权，以及确定文件的签署日期。
对阮朝御用档案的研究推动了不同学术领域的工作，包括行政管理研究、文件研究、家族史研究和印章研究。御用档案深刻显示了阮朝时期文件格式、功能（包括印章及其使用方式）的演变。